# Leander Martynowicz
Leander Ludwik Martynowicz (ur. 6 grudnia 1892 we Lwowie, zm. 29 maja 1920 pod Annówką) – podporucznik piechoty Wojska Polskiego, kawaler Orderu Virtuti Militari.

## Życiorys
Urodził się 6 grudnia 1892 we Lwowie, w rodzinie Stanisława i Karoliny z Gawlikowskich. W 1914 ukończył naukę w klasie VIIIa i zdał egzamin maturalny w c. k. Gimnazjum V we Lwowie. Zamierzał studiować medycynę. W 1916 został wcielony do cesarsko-królewskiej Obrony Krajowej. Jego oddziałem macierzystym był c. k. Pułk Strzelców Nr 19. Na stopień podporucznika został mianowany ze starszeństwem z 1 listopada 1917. Ranny pod Samborem podczas walk na froncie rosyjskim.
11 września 1919 został przyjęty do Wojska Polskiego z zatwierdzeniem posiadanego stopnia podporucznika ze starszeństwem od dnia 1 listopada 1917, zaliczony do I Rezerwy armii, z jednoczesnym powołaniem do czynnej służby na czas wojny aż do demobilizacji i przydzielony do Grupy gen. Hallera. W stopniu podporucznika w składzie 43 pułku strzelców kresowych walczył na froncie wojny polsko-bolszewickiej.
Szczególnie odznaczył się w walce o wieś Annówka (29 maja 1920) „kilkakrotnie odpierał ataki wojsk nieprzyjaciela. Okrążony podjął walkę wręcz, uległ przeważającym siłom wroga. Poległ na polu bitwy”. Za tę postawę został odznaczony pośmiertnie Orderem Virtuti Militari.
Był żonaty z Janiną Walzową, z którą miał syna Ryszarda (ur. 5 października 1914), od 4 października 1935 studenta Akademii Medycyny Weterynaryjnej we Lwowie.

## Ordery i odznaczenia
- Krzyż Srebrny Orderu Wojskowego Virtuti Militari nr 3807 – pośmiertnie 26 stycznia 1922[15][16][3][17]
- Srebrny Medal Waleczności 2 klasy[18]